# Kolding Fyrværkerifabrik
Kolding Fyrværkerifabrik blev grundlagt i 1857. Fabrikken lå i de første mange år i Flensborg, men flyttede til Kolding i 1899 og fra 1902 foregik produktionen på Dyrehavevej.
Det var Hans Diedrichsen, der i 1857 startede fyrværkerifabrikken. Han var uddannet kunstfyrværker, eller pyrotechniker som det kaldtes dengang. Kolding Fyrværkerifabrik, der var landets ældste, blev flere gange præmieret for sine flotte produkter. Det var særligt festfyrværkeriet, til specielle lejligheder, som fabrikken producerede, men omkring 1970'erne, gik man dog helt væk fra dette og begyndte at importere mere og mere nytårsfyrværkeri fra Kina.
I 1956 blev fabrikken på Dyrehavevej ramt af en alvorlig brand, der kostede en kvinde livet. Da Holger Diedrichsen døde i 1967, overtog Helga Diedrichsen fabrikken, med den tidligere forretningsfører, N. P. Johnsen i direktørstolen. I 1975 lukkede fabrikken og direktøren, N. P. Johnsen, startede sin egen fyrværkerifabrik, N. P. Johnsens Fyrværkerifabrik, på Kløvkærvej i Seest.